# Lystrocteisa myrmex
Lystrocteisa myrmex (лат.) — вид аранеоморфных пауков из семейства пауков-скакунов (Salticidae). Единственный вид рода Lystrocteisa.

## Описание
Длина голотипа самки 4 мм.
Карапакс самца, описанного в 2013 году имеет длину 1,72 мм, 1,13 мм в ширину, брюшко 1,82 мм и 0,99 мм соответственно, карапакс самки имеет 1,67 мм и 1,08 мм, брюшко 2,09 мм и 1,11 мм.

## Этимология
Название вида — др.-греч. myrmex, означает муравей, из-за мирмекоморфной внешности.

## Распространение
Эндемичный для Новой Каледонии вид пауков-скакунов.